# Ljoedmila Tsjernych
Ljoedmila Ivanovna Tsjernych (Russisch: Людмила Ивановна Черных) (Sjoeja (Oblast Ivanovo), 13 juni 1935 – 28 juli 2017) was een Russisch-Oekraïens astronoom, ontdekker van 268 planetoïden.

## Loopbaan
In 1959 sloot Tsjernych haar studie af aan het Pedagogisch Instituut van de Staatsuniversiteit in Irkoetsk.

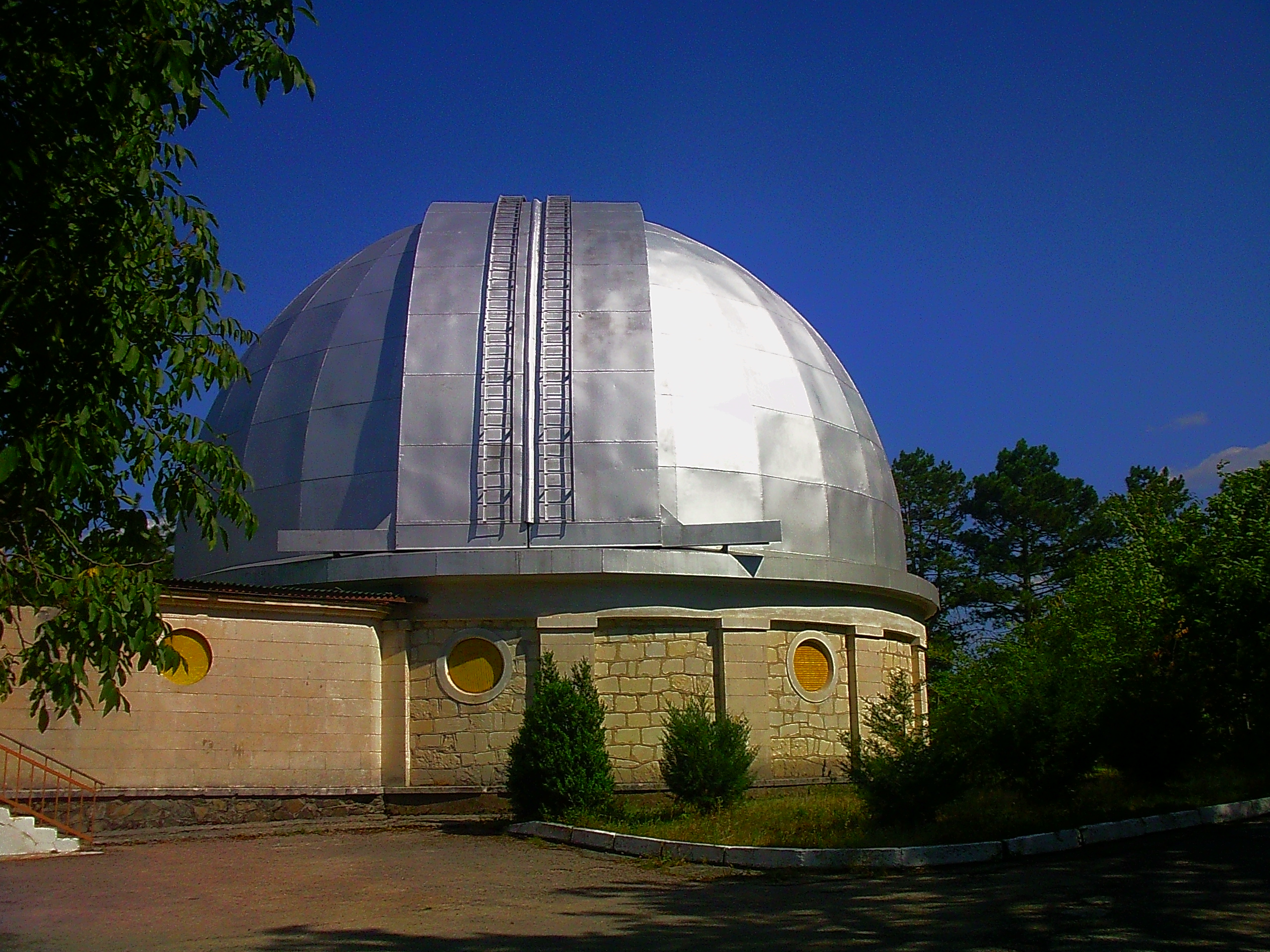
Krim-Observatorium

Tot 1963 werkte zij in een lab voor tijd- en frequentiemetingen aan het Russisch Wetenschappelijk Onderzoeksinstituut voor Fysische Engineering en Radiotechnische Metingen in Irkoetsk, waar ze astrometrische waarnemingen deed voor de ‘Tijddienst’. Van 1964 tot 1969 was zij wetenschappelijk medewerker aan het Instituut voor Toegepaste Astronomie aan de Sovjet Academie voor Wetenschappen. Daarnaast werkte zij aan het Krim-Observatorium, waar ze Nikolaj Tsjernych leerde kennen, met wie zij een relatie kreeg. Enkele jaren later huwde het stel.
Tijdens haar loopbaan ontdekte Ljoedmila Tsjernych 268 planetoïden, waaronder (1772) Gagarin, (2807) Karl Marx, (2877) Likhachev, (3147) Samantha, (2127 Tanya) – vernoemd naar de jeugdige Russische dagboekschrijver Tanja Savitsjeva – en de Apollo-planetoïde (2212) Hephaistos. Enkele van deze ontdekkingen deed zij samen met haar echtgenoot en Tamara Smirnova.

## Eerbetoon
- Tsjernych ontving het ereburgerschap van haar geboorteplaats Sjoeja.
- De in 1979 door de Tsjechische astronoom Antonín Mrkos ontdekte planetoïde (2325) Tsjernych is naar het echtpaar Tsjernych vernoemd.[2]